# RNA messaggero

Il "ciclo vitale" di un mRNA in una cellula eucariote. L'RNA è trascritto nel nucleo cellulare; dopo essere stato completamente modificato viene trasportato nel citoplasma e tradotto da un ribosoma. Alla fine della sua vita l'mRNA viene degradato.

L'RNA messaggero o ARN messaggero (noto con l'abbreviazione di mRNA o ARNm o con il termine più generico di trascritto) è un tipo di RNA che codifica e porta informazioni durante la trascrizione dal DNA ai siti della sintesi proteica, per essere sottoposto alla traduzione.

## Ciclo vitale dell'mRNA
La breve vita di una molecola di mRNA comincia con la trascrizione e termina con la degradazione. Durante la sua vita una molecola di mRNA può anche essere esaminata, modificata e trasportata prima della traduzione. Le molecole di mRNA degli eucarioti spesso richiedono di essere verificate e trasportate, al contrario di quelle dei procarioti.

### Trascrizione
Durante la trascrizione, la RNA polimerasi "copia" l'informazione contenuta in un gene sul DNA in una molecola di mRNA. Questo processo è simile nei procarioti e negli eucarioti. Una differenza notevole, invece, è che l'RNA polimerasi degli eucarioti si associa con gli enzimi di verifica dell'mRNA durante la trascrizione, in modo da far procedere velocemente la modificazione dopo l'inizio della trascrizione. Il prodotto non modificato o parzialmente modificato è chiamato pre-mRNA, che una volta modificato prende il nome di RNA maturo.

### Modificazioni del pre-mRNA eucariotico
La maturazione dell'mRNA differisce molto tra gli eucarioti ed i procarioti. L'mRNA procariotico è già maturo dopo la trascrizione e non richiede di essere controllato, tranne che in alcuni casi. Il pre-RNA eucariotico invece richiede una lunga verifica.

#### Maturazione dell'mRNA
La maturazione dell'mRNA è una serie di processi chimici che trasformano una molecola di pre-mRNA (trascritto primario) in mRNA.
Le tappe della maturazione sono:
- lo splicing;
- il capping;
- la poliadenilazione.

Le molecole di snRNA prendono parte alla maturazione.

#### RNA editing
L'editing è la modifica della composizione nucleotidica dell'mRNA. Un esempio nell'uomo l'mRNA della apolipoproteina B viene modificato in alcuni tessuti ma non in altri. L'editing crea un codone di stop prematuro, che sottoposto a traduzione produce una proteina più corta.

### Trasporto
Un'altra differenza tra procarioti ed eucarioti è il trasporto dell'mRNA. Poiché negli eucarioti trascrizione e sintesi proteica avvengono in compartimenti separati, l'mRNA eucariotico deve essere trasportato dal nucleo cellulare al citoplasma. Gli mRNA maturi vengono riconosciuti mediante le loro modificazioni e poi esportati tramite il poro nucleare, trasporto mediato da proteine tra cui NXF1.

### Traduzione (sintesi proteica)
Poiché l'mRNA procariotico non necessita di essere trasportato, la sintesi proteica (che avviene nel citoplasma, operata dai ribosomi) può iniziare immediatamente dopo l'inizio della trascrizione. Quindi si può dire che la traduzione procariotica è accoppiata alla trascrizione ed avviene co-trascrizionalmente.
L'mRNA eucariotico che è stato modificato e trasportato al citoplasma (detto a questo punto RNA maturo) può poi essere tradotto dal codice genetico. La traduzione può avvenire in ribosomi liberi nel citoplasma oppure nel reticolo endoplasmatico mediante una signal recognition particle (dall'inglese regione di riconoscimento del segnale). Quindi, diversamente dai procarioti, la traduzione negli eucarioti non è direttamente accoppiata alla trascrizione.

### Degradazione
Dopo un certo lasso di tempo il messaggio si degrada nei suoi componenti nucleotidici, di solito con l'assistenza dell'mRNasi. Grazie al controllo che subisce, l'mRNA eucariotico è generalmente più stabile di quello procariotico. Per essere degradato, l'mRNA eucariotico necessita di fattori che lo destabilizzino: tra questi fattori destabilizzanti troviamo gli elementi ARE (elementi ricchi di AU) e gli elementi IREs (Internal Ribosome Entry site). Questi elementi si attivano quando si dissociano dalle proteine alle quali sono legati, attivando anche endonucleasi che catalizzano la degradazione dell'mRNA.
Negli eucarioti, la degradazione degli mRNA può avvenire in modo aspeciﬁco o speciﬁco. La degradazione aspeciﬁca degli mRNA viene mediata dall’esosoma, un complesso multiproteico formato da un anello di sei proteine (ciascuna dotata di attività ribonucleasica), tre proteine leganti l’RNA posizionate in cima all’anello e altre ribonucleasi, L’RNA si associa inizialmente alle proteine leganti l’RNA all’apice dell’esosoma e entra nel canale centrale dell’anello di ribonucleasi, all’interno del quale viene degradato. Gli esosomi si trovano sia nel nucleo sia nel citoplasma della cellula. In particolare, gli esosomi nucleari sono quelli responsabili della degradazione degli RNA che presentano errori di trascrizione. Questi errori vengono rilevati dai meccanismi di monitoraggio dell’mRNA, che identiﬁcano gli mRNA privi del codone di terminazione oppure quelli che presentano un codone di terminazione in posizione anomala, come potrebbe avvenire in seguito a un errore di splicing. Il monitoraggio dei trascritti viene eseguito da un complesso di proteine che scansiona gli mRNA e convoglia tutti i trascritti aberranti verso l’esosoma. I processi di degradazione dell’mRNA possono avvenire anche in modo mirato: per esempio, il complesso di silenziamento indotto da RNA (RISC) regola la degradazione speciﬁca degli mRNA. Si tratta di un complesso RNA-proteine, identiﬁcato solo negli eucarioti, che taglia, inattivandoli, speciﬁci mRNA. Un mRNA si lega tramite appaiamento delle basi alla componente a RNA del complesso RISC, che è costituita da una molecola lunga 20-25 nucleotidi chiamata microRNA (miRNA). Successivamente l’mRNA viene tagliato da una endoribonucleasi chiamata proteina argonauta.

## Struttura dell'mRNA

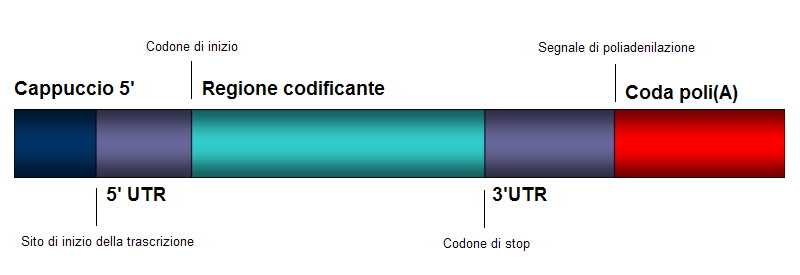
La struttura di un mRNA eucariotico maturo. Un mRNA completamente modificato include un cappuccio 5', un 5' UTR, una regione codificante, un 3' UTR ed una coda poli-A.

### Rivestimento in 5'
Un cappuccio 5', chiamato anche cappuccio RNA 7-metilguanosina (o RNA7G), è un nucleotide guaninico modificato che viene aggiunto all'estremità frontale (5' terminale) dell'RNA messaggero appena dopo l'inizio della trascrizione. Consiste in un residuo terminale di 7-metilguanosina legato tramite un legame 5'-5'-trifosfato al primo nucleotide trascritto. La sua presenza è importante per il riconoscimento da parte del ribosoma e la protezione dall'RNasi.
L'aggiunta del cappuccio è contemporanea alla trascrizione. Appena dopo l'inizio della trascrizione, il 5' terminale sintetizzato è legato tramite un complesso per la sintesi del cappuccio associato con l'RNA polimerasi. Questo complesso enzimatico catalizza le reazioni chimiche necessarie. La sintesi procede come una reazione biochimica multi-step:
1. viene tagliato il trifosfato del 5' terminale dell'RNA appena sintetizzato. L'enzima fosfoidrolasi taglia i legami γ fosfodiesteri lasciando i fosfati in posizione α e β;
2. l'enzima guanililtrasferasi trasferisce una guanina ed il suo α fosfato sul β fosfato del 5' terminale dell'RNA, producendo un legame 5'-5'-trifosfato;
3. la posizione dell'azoto-7 (N-7) viene metilata (guaninmetilazione) dall'enzima mRNA (guanina-N7-)-metiltransferasi;
4. la mRNA (nucleoside-2'-O-)-metiltransferasi metila la posizione 2' dello zucchero ribosio. Questo gruppo metile contribuisce alla stabilità dell'RNA, grazie alla protezione da un taglio reso possibile da un attacco nucleofilo del vicino idrogeno.

Dopo che il 5' terminale è stato "incappucciato", viene rilasciato dal complesso di sintesi ed è poi legato da un complesso legante associato alla RNA polimerasi.

### Regioni codificanti
Le regioni codificanti sono composte da codoni che vengono decodificati e tradotti in proteine dai ribosomi. Le regioni codificanti cominciano con un codone di inizio e terminano con tre possibili codoni di stop. In aggiunta alla sintesi proteica, porzioni di regioni codificanti possono agire da sequenze regolatrici come amplificatori dello splicing esonico o inibitori dello splicing esonico.

### Regioni non codificanti
Le regioni non codificanti sono sezioni dell'RNA posizionate prima del codone d'inizio e dopo il codone di stop, che non vengono tradotte e vengono chiamate rispettivamente 5' UTR e 3' UTR (dove UTR sta per untranslated region). Sono stati attribuiti diversi ruoli alle regioni non codificanti nell'espressione genica, inclusa la stabilizzazione dell'mRNA, la localizzazione dell'mRNA e l'efficienza traduzionale.
La stabilità dell'mRNA può essere mediata dal 5' UTR e dal 3' UTR, per la mutevole affinità per alcuni enzimi che degradano l'RNA, le ribonucleasi, che possono promuovere o inibire la stabilità della molecola di RNA. Più un mRNA è stabile, più proteine possono essere prodotte da quella trascrizione.
Si pensa che la localizzazione citoplasmatica dell'RNA dipenda dal 3' UTR. Le proteine possono essere sintetizzate nella regione cellulare che ne ha bisogno; in tal caso il 3' UTR può contenere delle sequenze che permettono che il trascritto possa essere localizzato in quella regione per la traduzione.
L'efficienza traduzionale e l'inibizione della traduzione possono essere mediate dagli UTR. Le proteine che si legano al 3' o al 5' UTR possono danneggiare la traduzione interferendo con l'abilità dei ribosomi di legarsi all'mRNA.
Alcuni degli elementi contenuti nelle regioni non codificanti formano una struttura secondaria caratteristica quando vengono trascritti in RNA. Questi elementi strutturali dell'mRNA sono coinvolti nella regolazione dell'mRNA. Alcuni, come gli elementi SECIS, sono bersagli per le proteine da legare. Una classe di elementi dell'mRNA, i "riboswitches", legano direttamente piccole molecole, cambiando il proprio ripiegamento per modificare i livelli di trascrizione o traduzione. In questi casi l'mRNA si regola da sé.

### mRNA monocistronico e mRNA policistronico
L'mRNA si dice monocistronico quando porta l'informazione per un solo gene mentre si dice policistronico se porta l'informazione per più geni (il trascritto di mRNA corrispondente è in grado di tradurre per più catene polipeptidiche diverse, in sequenza). Nei procarioti l'mRNA è molto spesso policistronico mentre i trascritti monocistronici sono caratteristici degli eucarioti, sebbene alcuni di essi (come il Trypanosoma brucei) producano mRNA policistronici, maturati con il processo di trans-splicing.
Un cistrone è quindi una sequenza di basi nucleotidiche compresa tra una tripletta di inizio AUG e una di stop. Il termine deriva dal fatto che due mutazioni puntiformi diverse possono complementare (ossia dare un fenotipo normale) solo se sono in cis, ossia nello stesso filamento (per cui l'altro cistrone è selvatico), e non se sono in trans, in quanto entrambi i polipeptidi risultano anormali.
La tipica organizzazione policistronica dell'mRNA dei procarioti è dovuta alla caratteristica organizzazione dei geni in operoni, ovvero una serie di geni disposti uno accanto all'altro lungo il cromosoma che codificano enzimi con funzione correlata tra loro (solitamente coinvolti nella stessa pathway) controllati da un unico induttore e che sono trascritti su un'unica molecola di mRNA.
Questo risponde anche a necessità funzionali ed evolutive: semplificando, un procariote avrà spesso bisogno di un adattamento immediato all'ambiente circostante, dal momento che non lo controlla (come possono fare invece gli organismi pluricellulari e complessi), e deve attivare quindi una risposta sotto forma di una particolare via metabolica, che include più passaggi, quindi diverse proteine ed enzimi. Un mRNA policistronico consente loro, nello stesso passaggio, di sintetizzare buona parte di quelle catene polipeptidiche. Infatti un mRNA policistronico codifica solitamente proteine della stessa via metabolica.

### Coda poliadenilata
La coda di poli(A) consiste in una lunga sequenza di nucleotidi adenina (spesso anche alcune centinaia), aggiunta al 3' del pre-mRNA dall'enzima poliadenilato polimerasi. La coda di poli(A) è aggiunta ai trascritti contenenti una specifica sequenza segnale, composta da AAUAAA. L'importanza del segnale AAUAAA è stata dimostrata dalla mutazione individuata sul gene della α2-globina (una subunità dell'emoglobina), che vede l'originale sequenza AATAAA mutata in AATAAG. Gli individui che presentano questa mutazione hanno deficienza di emoglobina.

## RNA Anti-senso
Durante la trascrizione, il DNA a doppio filamento produce RNA a partire dal cosiddetto filamento antisenso; l'altro filamento, complementare, è detto senso. Con il termine RNA antisenso, si intende un RNA complementare in sequenza con uno o più mRNA. In alcuni organismi, la presenza di un RNA anti-senso può inibire l'espressione genetica attraverso l'appaiamento con gli specifici RNA. Nella ricerca biochimica, questo effetto è stato usato per studiare il funzionamento dei geni, semplicemente inibendo il cromosoma studiato aggiungendo il suo RNA anti-senso. Tali studi sono stati compiuti sul nematode Caenorhabditis elegans ed il batterio Escherichia coli.